# Hannibal Lecter
Hannibal Lecter é um célebre personagem de ficção criado pelo escritor Thomas Harris, que apareceu pela primeira vez no livro Dragão Vermelho, de 1981. No cinema, Hannibal estreou no filme Manhunter, de 1986, interpretado por Brian Cox, mas, foi apenas no filme The Silence of the Lambs (1991) que o personagem, desta vez interpretado  por Anthony Hopkins, ficou famoso. Mais três filmes e três livros sobre o médico canibal foram produzidos.

## Biografia
Hannibal Lecter nasceu no Castelo Lecter em 30 de janeiro de 1938 em Caunas, na Lituânia. Seu pai, o Conde Lecter, descendia de uma importante família lituana, enquanto sua mãe, Simonetta, pertencia à alta burguesia italiana. Hannibal teve apenas uma irmã, Mischa Lecter, nascida por volta de 1939, mesmo ano que começou a Segunda Guerra Mundial.

Durante a II Guerra Mundial, Lecter passou por vários acontecimentos traumáticos de grande intensidade. Por essa época, a Lituânia sofria a devastação da guerra, devido aos ataques nazistas sobre a Rússia. A família Lecter foi vítima das incursões alemãs pelo seu país, tendo apenas sobrevivido Hannibal e Mischa do confronto entre as tropas nazistas e o Exército Vermelho. Segundo a novela de Thomas Harris, os irmãos tornaram-se cativos dos hiwis (lituanos traidores, que ajudavam os nazistas). Após este episódio. Os hiwis, que se faziam passar por equipes da Cruz Vermelha, instalaram-se na casa de campo da família Lecter para se abrigar de um rigoroso inverno e acabaram matando Mischa e a devoraram, traumatizando Hannibal.

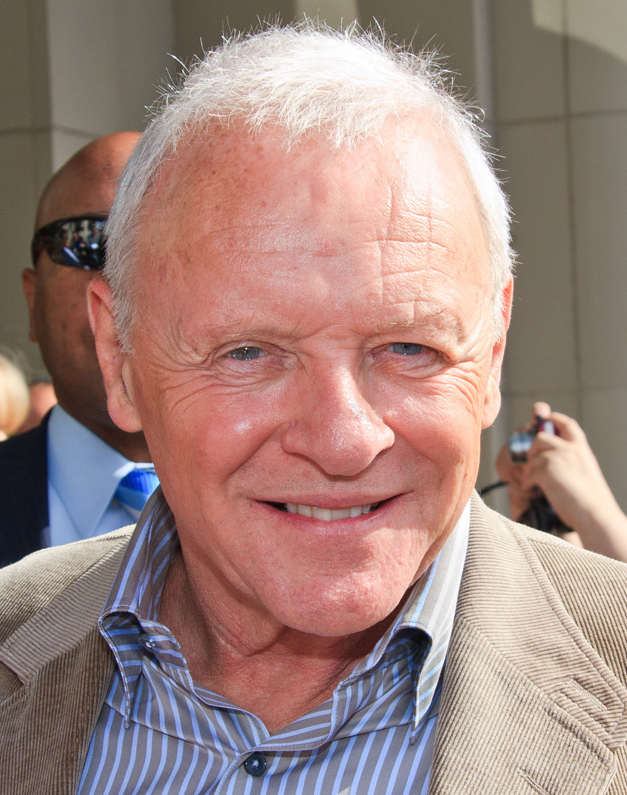
O ator Anthony Hopkins, que mais interpretou a personagem no cinema.

Depois da Guerra, Hannibal foi criado num orfanato soviético instalado no antigo Castelo Lecter, na Lituânia, até ser encontrado por seu tio, Robert, e ser levado para Paris. Quando seu tio foi assassinado numa briga, Hannibal passou a ser criado pela esposa de Robert, Lady Murasaki, uma japonesa sobrevivente da bomba atômica. Em Paris, Hannibal estudou medicina. Ainda na França, ele cometeu seus primeiros assassinatos, todos por vingança. Entre as primeiras vitimas de Hannibal, estavam: o peixeiro Paul Momund, que havia matado Robert Lecter após uma briga, e os hiwis que haviam matado sua irmã, Mischa, e os quais Hannibal caçou um por um. Após esses crimes, Hannibal fugiu para os EUA.
Entre 1970 e 1975, Hannibal Lecter adquiriu o título de Dr. em Medicina, na especialidade de Psiquiatria, no estado de Maryland, nos EUA. Em 1975, o Dr. Lecter trabalhou como especialista em psiquiatria nos tribunais de Maryland e Virgínia. A primeira vítima de Lecter nos EUA foi Mason Verger, personagem de tendências homossexuais, membro da sua lista de pacientes influentes, que adquiriu certa amizade com Dr. Lecter. Hannibal, a determinada altura, entorpece Verger e após pancada na nuca que o deixa tetraplégico, dá apenas a cara a cães mantidos em clausura e privados de alimento. Assim, Mason fica com a face totalmente deformada. No entanto, Mason Verger sobreviveu, tetraplégico e deformado facialmente. Esta personagem é uma das duas vítimas que sobrevivem aos ataques de Lecter.
No papel de ajudante do FBI na elaboração de perfis psicológicos criminais, Lecter travou uma relação de amizade com o agente especial Will Graham, o qual posteriormente se converterá numa das suas vítimas e a segunda (e última) a sobreviver aos seus ataques. Este fato põe a verdade ao descoberto e, em seguida, Lecter é capturado para ser sentenciado em julgamento, no qual é apresentada uma lista de nove vítimas comprovadas até esse momento. Hannibal é condenado a nove prisões perpétuas no Hospital Forense da Cidade Independente de Baltimore.
Mesmo preso, Hannibal continua ajudando o FBI. A estudante Clarice Starling é designada para conseguir que Hannibal ajude o Bureau a salvar a filha de uma Senadora. Hannibal e Clarisse desenvolveriam um relacionamento intimo. Mesmo após a fuga do médico, os dois continuaram ligados.

## Inspiração
No 25º aniversário do lançamento do livro 'O Silêncio dos Inocentes', Thomas Harris informou, na introdução da edição de aniversário, que um médico mexicano, ao qual chamou Dr. Salazar, que havia conhecido numa prisão de Monterrei, no estado mexicano de Nuevo León, havia sido a principal inspiração para a criação de Hannibal Lecter. Harris foi apresentado ao Dr. Salazar no âmbito de uma visita à prisão Topo Chico para entrevistar Dykes Askew Simmons, um prisioneiro norte-americano que havia intentado uma fuga de prisão, na qual foi alvejado. Salazar, cujo nome verdadeiro era Alfredo Ballí Treviño, havia salvo a vida a Simmons após a tentativa de fuga deste. O Doutor convidou Harris, então um jovem jornalista a trabalhar para a revista Argosy, ao seu parco e pequeno consultório na prisão para responder a questões relacionadas ao tratamento de Simmons. Após respondê-las, o Dr. Treviño indagou e chocou Harris com as suas perguntas sobre a psicologia de Simmons, os traumas de infância do mesmo, a desfiguração e provável bullying que sofreu, assim como os possíveis motivos para os seus crimes. Após sair do consultório, o director da prisão informou-o que o Dr. Treviño, que tanto havia impressionado Thomas Harris com o seu intelecto e cortesia, era um assassino condenado que havia morto um outro médico e esquartejado o seu corpo.
Harris descreveu o Doutor como pequeno mas esbelto, de cabelo ruivo escuro, com uma certa elegância e de uma elevada inteligência. Ao concluir a introdução à edição do 25º aniversário de 'O Silêncio dos Inocentes, Harris afirmou: "O meu detetive precisava conversar com alguém com um entendimento peculiar sobre a mente criminosa. Perdido no túnel do trabalho, arrastei-me juntamente com o meu detective quando ele foi ao Hospital Estadual de Baltimore para os criminalmente insanos entrevistar um prisioneiro. Quem estava na cela? Não era o Dr. Salazar. Mas, por causa do Dr. Salazar, pude reconhecer o seu colega de profissão, Hannibal Lecter".

## Hannibal nos Livros
Thomas Harris publicou o livro Red Dragon em 1981. Nele, Hannibal fez sua primeira aparição. O sucesso do personagem se repetiria em mais três livros, todos adaptados para o cinema.
Em dezembro de 2006, sete anos após a publicação de Hannibal, Thomas Harris publica a que é, por agora, o seu último livro: Hannibal Rising, que foi traduzida para português por Hannibal - A Origem do Mal. Nesta obra o autor narra a infância e a juventude deste ilustre assassino, entre os seus 6 e 20 anos de idade.

### As obras
Ao todo, a personagem Hannibal Lecter aparece em quatro obras literárias:
| Ordem | Ano  | Livro                    | Autor         | Lançamento (Brasil) | Relançamento (Brasil)    |
| 1º    | 1981 | Red Dragon               | Thomas Harris | 1983 (Record)       | 2003 (Record) Best-Bolso |
| 2º    | 1988 | The Silence of the Lambs | Thomas Harris | 2000 (Record)       | Best-Bolso               |
| 3º    | 1999 | Hannibal                 | Thomas Harris | 2003 (Record)       | Best-Bolso               |
| 4º    | 2006 | Hannibal Rising          | Thomas Harris | 2007 (Record)       | Best-Bolso               |
| ----- | ---- | ------------------------ | ------------- | ------------------- | ------------------------ |

É importante observar que Thomas Harris foi desenvolvendo Hannibal ao longo do tempo, conforme ia escrevendo suas obras, por isso, os livros que retratam a biografia do médico canibal não foram escritos por ordem cronológica.

## Hannibal no Cinema
A estréia de Hannibal Lecter nos cinemas deu-se no filme Manhunter, de 1986, sendo interpretado por Brian Cox.
Todavia, este assassino novelesco adquire o seu verdadeiro êxito mundial na adaptação de Jonathan Demme, O Silêncio dos Inocentes. Numa excelente interpretação de Anthony Hopkins, que venceu o Oscar de melhor ator por essa atuação, a personagem Hannibal Lecter passou a ser considerado o maior vilão da história do cinema, segundo o Instituto Americano do Cinema. 
Anthony Hopkins reprisou o papel de Lecter em Hannibal, de 2001; e Dragão Vermelho, de 2002.
Em 16 de março de 2007, estreou a adaptação de Peter Webber para Hannibal - A Origem do Mal, sendo Lecter interpretado por Aaron Thomas, durante sua infância, e Gaspard Ulliel, na juventude, sendo que este último teve uma atuação muito elogiada.

## Os Filmes
Os filmes estão apresentados seguindo a cronologia da história e não a cronologia de lançamento.

### Hannibal - A Origem do Mal (2007)
Filme de 2007 ("Hannibal Rising") que dá continuidade a série do canibal Hannibal. Apesar de ser o quarto da série, este filme é cronologicamente o primeiro, pois conta a origem do assassino desde a infância até a sua juventude, quando então a personalidade canibalista e assassina do Dr. Lecter já havia sido forjada. É mostrada a infância do personagem quando viveu com a irmã na Lituânia, nos últimos dias da Segunda Guerra Mundial. Em um episódio traumático, Hannibal, que já havia perdido os pais na guerra, assiste sua pequena irmã Mischa ser assassinada e devorada por soldados cruéis e alucinados pela falta de comida. Quando cresce, Hannibal retorna às ruínas do lugar e encontra os nomes dos soldados, dando início a sua selvagem vingança.

### Dragão Vermelho (2002)
Durante o período de reclusão de Lecter, Will Graham consulta-o para que este desenvolva o perfil psicológico de um assassino, alcunhado pelo jornal sensacionalista National Tattler como "A Fada dos Dentes". Esse assassino, cujo nome real descobririam ser Francis Dolarhyde, chamava a si próprio "Dragão Vermelho", baseando-se na ilustração "O Grande Dragão Vermelho e a Mulher Vestida de Sol" de William Blake, visionário e pintor inglês.
Dolarhyde matava famílias inteiras das formas mais sórdidas e, com a participação de Lecter na investigação, estes acabam por entrar em contacto (através de carta). É então que o ex-psiquiatra instiga "Dragão Vermelho" a perseguir o agente especial Will Graham e a sua família, por forma a se vingar do homem que o colocou na prisão.

### Caçador de Assassinos (1986)
Fora do cânone da série iniciada com O Silêncio dos Inocentes, Hannibal Lecter fora introduzido no cinema pela primeira vez interpretado por Brian Cox no filme de Michael Mann, Manhunter, que adaptou o livro Dragão Vermelho. Neste, batizado como Hannibal Lecktor. O filme recebeu críticas bastante divididas, apesar de ser considerado um dos mais importantes filmes policiais dos anos 80, em particular, importante na carreira de Michael Mann, que até então era reconhecido apenas por seus trabalhos para a série televisiva Miami Vice.

### O Silêncio dos Inocentes (1991)
Em O Silêncio dos Inocentes, Dr. Lecter é consultado por Clarice Starling,(que foi interpretada por Jodie Foster e Julianne Moore)  uma estagiária da FBI. É-lhe, então, solicitado o perfil psicológico e o reconhecimento do assassino em série "Buffalo Bill", personagem que mata brutalmente suas vítimas e utiliza sua pele para confeccionar tecidos. Lecter consegue escapar de sua nova prisão de uma forma espetacular, matando dois guardas e removendo o rosto de um deles e colocando sobre o si próprio, o esquadrão de apoio presume que Lecter é seu colega ferido e o envia ao hospital. No caminho, Lecter mata os paramédicos e desaparece.

### Hannibal (2001)
Após 10 anos, de O Silêncio dos Inocentes, Lecter é procurado pelo FBI como um dos 10 maiores criminosos, porém, sem sucesso. É neste conto que o autor envolve a todos em uma trama a fim de desenrolar a aventura final do personagem Lecter.
Uma vítima de Lecter, Manson Verger, uma das duas únicas vítimas a sobreviver a um ataque seu, deseja encontrá-lo para puni-lo, pelos danos causados ao seu físico e ao psicológico. No entanto a Agente Especial Clarice Starling recebe uma carta de Hannibal, onde o missivista expõe-a em situações de humilhação e força, e dando pequenas pistas de seu paradeiro. Mas então Lecter é capturado por capangas de Verger colocando Starling em dúvida quanto aos seus sentimentos.

## Hannibal na Televisão
De 2013 a 2015 a NBC produziu a série Hannibal. O ator Mads Mikkelsen deu vida à Hannibal nas três temporadas do programa, que foi cancelado pela emissora.

## Intérpretes
Ao todo, cinco atores interpretaram Hannibal, sendo quatro no cinema e um na televisão. De todos os cinco, apenas um era criança quando interpretou a personagem.
| Ordem | Foto     | Ator            | País          | Filme/Série                                       | Ano            | Curiosidades |
| ----- | -------- | --------------- | ------------- | ------------------------------------------------- | -------------- | --- |
| 1º    |          | Brian Cox       | Escócia       | Manhunter                                         | 1986           | Primeiro interprete de Hannibal Lecter. Nunca reprisou o personagem.                                                      |
| 2º    |          | Anthony Hopkins | País de Gales | O Silêncio dos Inocentes Hannibal Dragão Vermelho | 1991 2001 2002 | É o ator que mais interpretou Hannibal no cinema, e o que mais fez sucesso. Têm sua imagem associada a Hannibal até hoje. |
| 3º    | sem foto | Aaran Thomas    | desc.         | Hannibal Rising                                   | 2007           | Foi o mais jovem interprete de Hannibal nos cinemas, fazendo a infância da personagem, e é menos conhecido.               |
| 4º    |          | Gaspard Ulliel  | França        | Hannibal Rising                                   | 2007           | Interpretou Hannibal na juventude e é considerado um dos melhores interpretes da personagem.                              |
| 5º    |          | Mads Mikkelsen  | Dinamarca     | Hannibal                                          | 2013-2015      | Único interprete de Hannibal na televisão e último ator a interpretar a personagem, até o momento.                        |